# Protea odorata
Protea odorata (лат.) — кустарник, вид рода Протея (Protea) семейства Протейные (Proteaceae), эндемик Западно-Капской провинции в Южной Африке.

## Ботаническое описание
Protea odorata — небольшой редко разветвлённый однополый вечнозелёный кустарник, вырастающий до 1,5 м в высоту. Ветве светло-зелёные, которые с возрастом становятся коричневыми. Листья поднимающиеся вверх или изогнутые. Листья гладкие, имеют загнутую спинку и острые кончики. С возрастом листья становятся чёрными, а колючки в молодые годы розовые или красноватые, но с возрастом становятся коричневыми. Цветёт с февраля по июнь, пик приходится на март-апрель. Семена хранятся в оболочке, которая высвобождается только после пожара, причём семена распространяются грызунами и муравьями. Растение опыляется осами.

## Распространение и местообитание
Protea odorata — эндемик Западно-Капской провинции Южной Африки. Встречается от Калбаскраала до Клапмютса.

## Охранный статус
Вид классифицируется как находящийся на грани полного исчезновения, поскольку осталось всего несколько особей, растение классифицируется как находящееся под угрозой исчезновения.